# Genie Engine
El Genie Engine es un motor de videojuegos desarrollado por Ensemble Studios y usado en muchos videojuegos populares, tales como Age of Empires y sus expansiones (sin embargo, no fue usado en otros videojuegos de Ensemble Studios) y Star Wars: Galactic Battlegrounds, algunos de los cuales también se desarrollaron para Mac.

## Características
El Genie Engine posee características de comandos para los juegos, incluyendo el editor de escenario, campañas, conexión multijugador en LAN, TCP/IP y en serie, incluyendo música de fondo, entre otros. El motor se usa para tapizar las paredes, este es diferente a otros motores de juegos de estrategia en tiempo real como el de Warcraft.
- Datos: Q2981987